# Hans Behlendorff

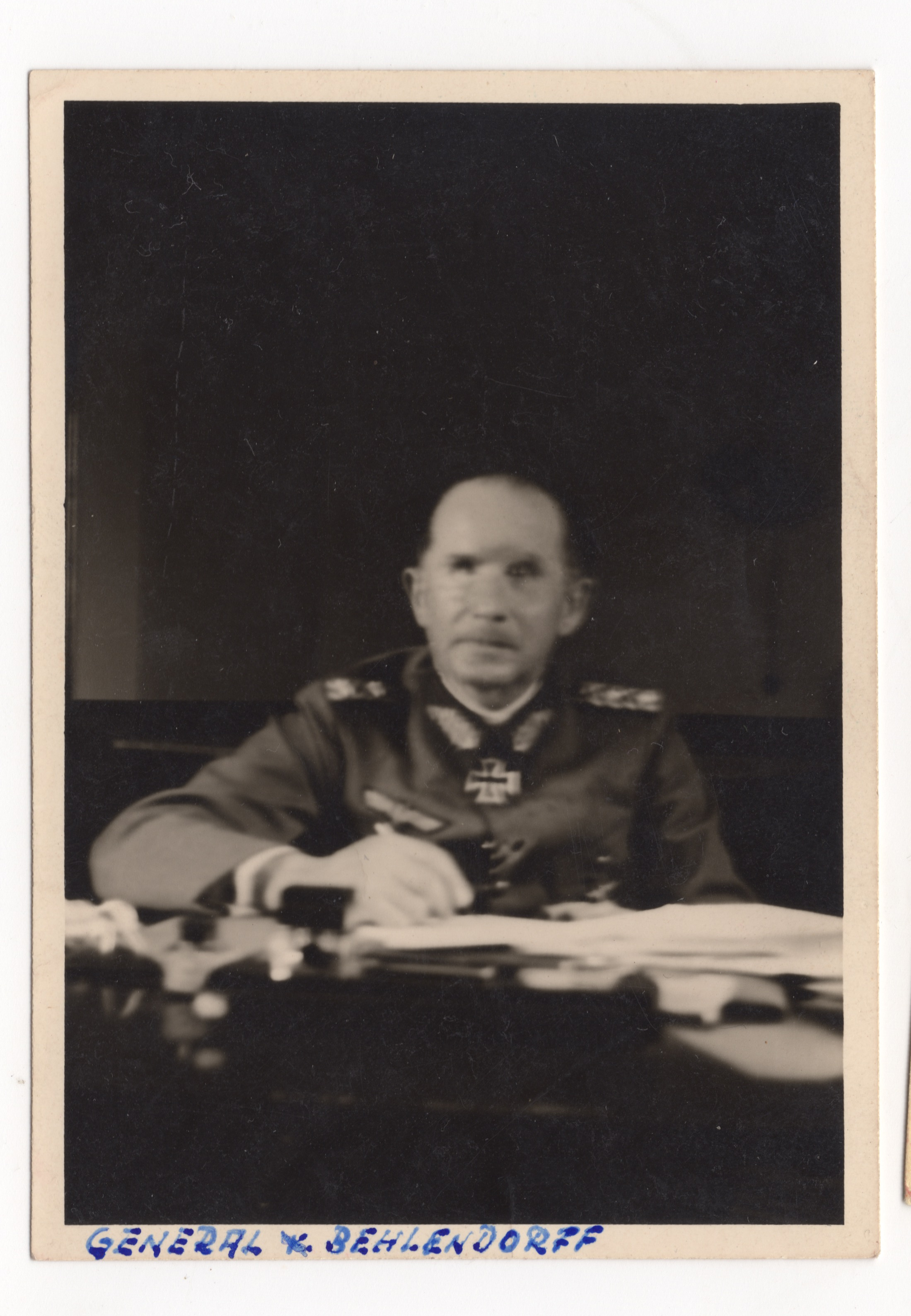
Hans Behlendorff, ab ca. 1941

August Wilhelm Emil Hans Behlendorff (* 13. August 1889 in Allenstein; † 16. März 1961 in Baden-Baden) war deutscher General der Artillerie im Zweiten Weltkrieg.

## Leben

### Armeeeintritt und Erster Weltkrieg
Hans Behlendorff trat als Fahnenjunker Mitte 1908 in die Kaiserliche Armee ein und diente bis Ende 1913 als Offiziersanwärter im 3. Feld-Artillerie-Regiment, wobei er 1910 zum Leutnant ernannt worden war. Anschließend war er bis 1915 Adjutant in der Gebirgsabteilung des Regiments und beginnt den Ersten Weltkrieg an der Westfront. Bis Mitte 1916 hatte er die Position als Batteriechef inne, wobei er zweimal für kurze Zeit aufgrund von Verwundungen sein Kommando aussetzen musste. 1916 und 1917 war er wieder in der Gebirgsabteilung des Regiments an der Ostfront tätig. Es folgte bis Ende 1918 eine Adjutantentätigkeit im Generalkommando 51 und nahm an Kämpfen in Italien teil.

### Zwischen den Weltkriegen
Hans Behlendorff wurde in das Reichswehr übernommen und war, noch im Reichsheer, von 1918 bis 1928 in unterschiedlichen Funktionen bei Artillerie-Regimentern tätig.
1928 folgte die Abberufung in die Kommandantur nach Berlin und die Übernahme in den Stab des 3. Artillerie-Regiment Ende 1929. Anschließend war er für ein Jahr in der Abteilung P2 des Heerespersonalamt tätig und wechselte dann bis 1932 direkt in das Reichswehrministerium. Es folgte die Versetzung in die Abteilung P1 des Heerespersonalamt, welche er bis 1934 innehatte. Von Ende 1934 bis Anfang 1938 war er Leiter der Einheit P4 im Reichswehrministerium. Ab Anfang 1938 war er, nun als Generalmajor, zum Artilleriekommandeur 31 (Arko) ernannt.

### Zweiter Weltkrieg
Nach einem Urlaub übernahm er von Juli 1939 bis Mai 1940 das Kommando der 34. Infanterie-Division in Koblenz. Anfang 1940 wurde er zum Generalleutnant befördert. Seine Division war zur Sicherung am Westwall eingesetzt. Er wurde in Frankreich verwundet und konnte erst Ende 1940 wieder seinen Dienst vom Generalleutnant Werner Sanne vertreten antreten.
Bis 18. Oktober 1941 war er wieder Kommandeur der 34. Infanterie-Division. Im Juni und Juli 1941 nahm er mit seiner Division an der Kesselschlacht bei Białystok und Minsk und anschließend an der Kesselschlacht bei Smolensk teil. Anfang Oktober 1941 wurde er General der Artillerie und war zum Beginn der Schlacht um Moskau an der Front.
Es folgte von Ende 1941 bis Mitte 1942 seine Ernennung zum Kommandeur des Höheren Kommandos z. b. V. LX. Bis Anfang 1943 war er Kommandant des LXXXIV. Armeekorps in Frankreich. Sein Nachfolger war der General der Artillerie Gustav-Adolf von Zangen.
Anschließend wurde er in die Führerreserve versetzt. Es folgten 1943 zwei unwirksame Kommandierungen:
1. Kommandierung zum Auffrischungsstab Mitte und
2. Kommandierung als Richter am Reichskriegsgericht.

Stattdessen war er Mitte 1943 kurzzeitig als Nachfolger des Befehlshabers Nordost-Frankreich vorgesehen. Ende 1943 bis Ende 1944 war er in der Führerreserve und wurde dann aus dem Dienst entlassen.

## Auszeichnungen (Auswahl)
- 1914: Eisernes Kreuz, I. und II. Klasse
- 1917: Hamburgisches Hanseatenkreuz
- Ritterkreuz mit Schwertern des Königlicher Hausorden von Hohenzollern
- 1939: Spange zum Eisernen Kreuz
- 1941: Ritterkreuz des Eisernen Kreuzes[4]